# Göttersitz (Naturschutzgebiet)
Koordinaten: 51° 9′ 4″ N, 11° 43′ 40″ O

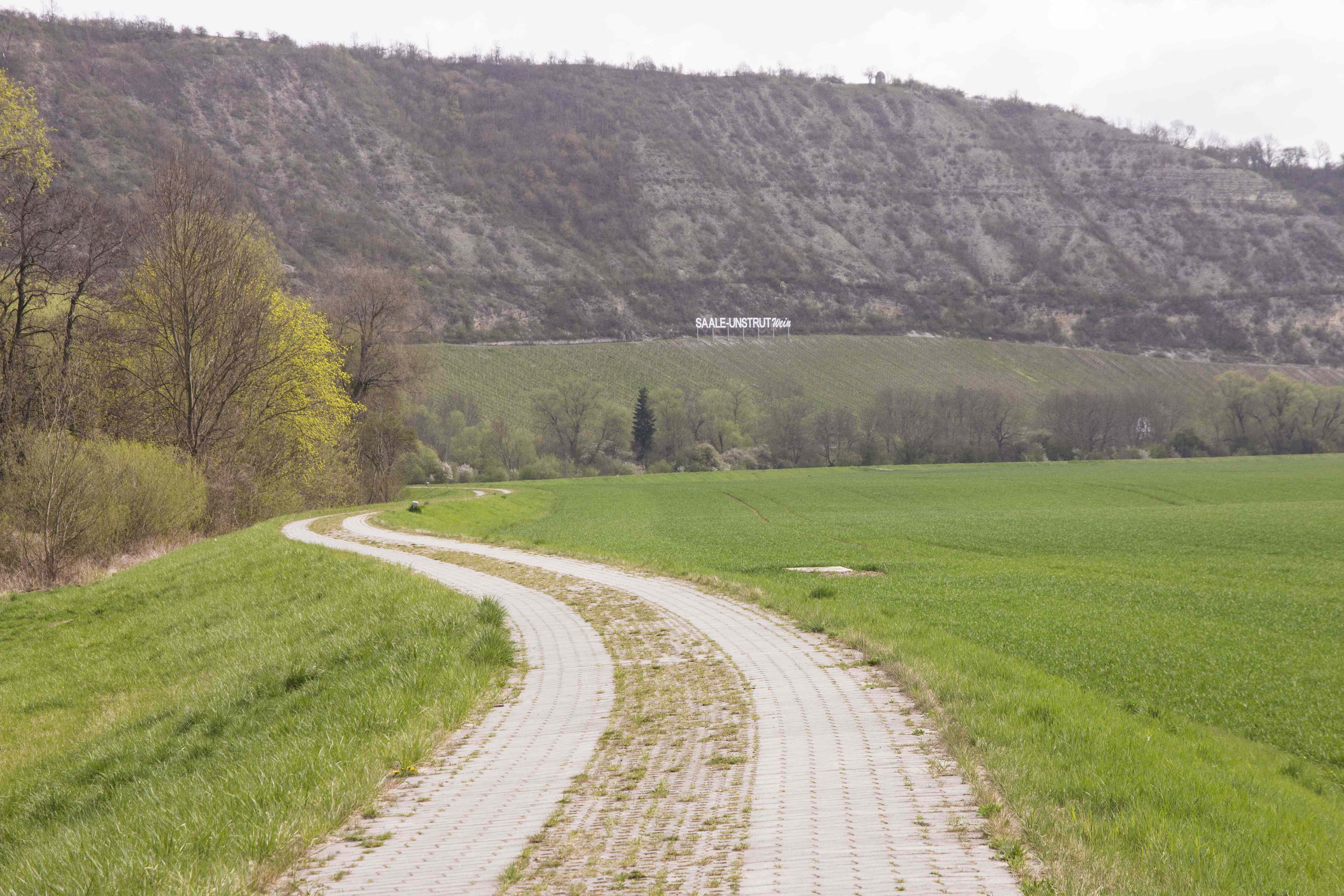
Blick zur Hanglage des Naturschutzgebietes

Der Göttersitz ist ein Naturschutzgebiet in der Stadt Naumburg (Saale) und der Gemeinde Lanitz-Hassel-Tal im Burgenlandkreis in Sachsen-Anhalt.

## Allgemeines
Das Naturschutzgebiet mit dem Kennzeichen NSG 0136 ist circa 142 Hektar groß. Es ist deckungsgleich mit dem FFH-Gebiet „Göttersitz und Schenkenholz nördlich Bad Kösen“ und größtenteils vom Landschaftsschutzgebiet „Saale“ umgeben. Das Gebiet steht seit 1993 unter Schutz (Datum der Verordnung: 12. März 1993). Zuständige Behörde ist die Bezirksregierung Halle als obere Naturschutzbehörde.

## Beschreibung
Das Naturschutzgebiet liegt direkt nördlich von Bad Kösen, einem Ortsteil von Naumburg (Saale), im Naturpark Saale-Unstrut-Triasland. Es stellt ein sich nordwestlich der Saale erhebendes Muschelkalkgebiet mit seinen charakteristischen Felsfluren, Trocken- und Halbtrockenrasen sowie naturnahen Laubwäldern unter Schutz. Das Muschelkalkgebiet fällt zur Saale hin steil ab. Hier stockt ein buschreicher Eichen-Trockenwald mit Traubeneichen, Feldahorn und Elsbeere. In der Strauchschicht wachsen Kornelkirsche, Roter Hartriegel und Gewöhnliche Hasel. In der Krautschicht siedeln verschiedene wärmeliebende Arten, darunter Knackerdbeere, Echte Schlüsselblume, Salomonssiegel und Bleiches Waldvöglein. Daneben sind Schneeball-Hartriegel-Gebüsche und verbuschte Enzian-Schillergras-Halbtrockenrasen zu finden. Auf Kalkschotterhalden siedelt Gamander-Blaugras-Trockenrasen mit Braunrotem Sitter. Vereinzelt sind Blutstorchschnabel-Hirschwurz-Säume anzutreffen.
Auf dem Plateau und den in westliche Richtungen abfallenden Hanglagen stockt ein Waldlabkraut-Traubeneichen-Hainbuchenwald mit Winterlinden und Rotbuchen, das Schenkenholz. Die Strauchschicht wird hier u. a. von Gewöhnlicher Hasel und Weißdornarten gebildet. In der Krautschicht siedeln u. a. Waldlabkraut, Frühlingsplatterbse, Hohler Lerchensporn, Türkenbundlilie und Gefleckter Aronstab. Im Bereich des Schenkenholzes sind auch Streuobstwiesen mit Enzian-Schillergras-Magerwiesen ausgebildet. Hier siedeln Fransenenzian, Herbstwendelorchis, Großes Schillergras, Rotstraußgras, Golddistel, Kleine Bibernelle, Bartgras und Echtes Labkraut.
Im Naturschutzgebiet konnten zahlreiche Vogelarten nachgewiesen werden, darunter Hohltaube, Kleinspecht, Schwarzspecht, Wendehals, Neuntöter, Rotmilan, Braunkehlchen und Sperbergrasmücke. Auch verschiedene Fledermäuse finden hier Lebensraum, darunter Mopsfledermaus, Großes Mausohr, Kleine Hufeisennase, Fransenfledermaus sowie Große und Kleine Bartfledermaus.
Einige Bereiche des Steilhangs sowie auf dem Plateau werden für Weinbau genutzt. Die Weinbauflächen auf dem Plateau sind aus dem Geltungsbereich der Naturschutzverordnung ausgespart. Auf dem Plateau sind innerhalb des Naturschutzgebietes auch einzelne Grünlandflächen zu finden. Die Wälder im Naturschutzgebiet sollen durch Fortführung der Niederwald- bzw. Mittelwaldbewirtschaftung erhalten und entwickelt werden. Nicht standortgerechte Aufforstungen sollen in naturnahe Waldbestände umgewandelt werden.
Oberhalb der zum Saaletal abfallenden Weinberge verlaufen mehrere Wanderwege mit Aussichtspunkten, an denen sich mit dem Blücherstein (oft auch Napoleonstein genannt) und dem Prinz-Heinrich-Stein zwei Denkmale befinden.
Das Naturschutzgebiet grenzt größtenteils an landwirtschaftliche Nutzflächen, im Saaletal auch an die Wohnbebauung von Bad Kösen.